# Frak
 是個源自電視影集星際大爭霸1978（那時拼寫為 ）的虛構髒話，用以取代 fuck 這個字。這個詞彙也在後來的新影集以及其他系列作中被使用。

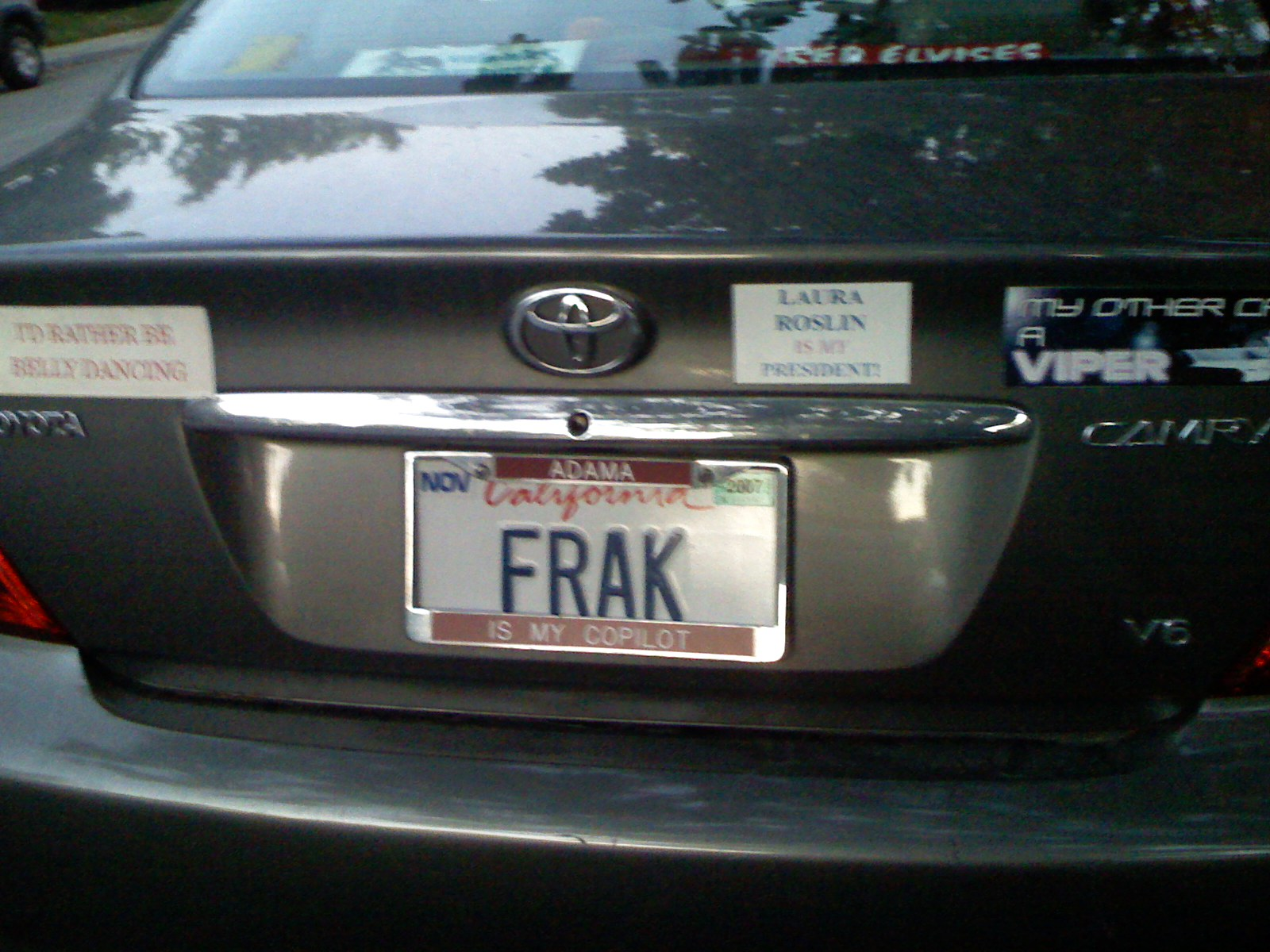
寫著 Frak 的虛榮性牌照

不過，這個字彙後來也被用在一些公司的產品名字上，有個有名的電子遊戲也叫這個名字。

## 詞源
「Frack」在星際大爭霸1978裡被當成取代「fuck」的髒話，在後來的星際大爭霸2005以及凱布卡中則以「Frak」的拼寫形式更頻繁地被使用，這是因為製片想讓它成為一個「四字經」（Four-letter word）
這樣它就會看來像「fuck」在不同詞性下的替代版，例如感嘆詞（"Frak!"）、inquisitive idiom（"What the frak?"）、動詞（"You're not still frakking Dualla, are you?"）、副詞（"You frakking crazy idiot!"）、名詞（"You miserable frak"、"A good frak"）或合成詞（"What a clusterfrak."、"Motherfrakker!"），甚至組成一個句子（"frak the frakking frakkers."）。

## 其他使用情況
「Frak!」是 BBC Micro B 和 Acorn Electron 上發行的一款名遊戲的名字，之後也在Commodore 64上發行。在遊戲中玩家控制一個叫 Trogg 的穴居人，他必須穿越各種迷宮似的場景，並用他的溜溜球對付各種致命的障礙。當碰上這麼一個障礙或掉落極深的距離以後，Trogg 會在玩家重新開始那關遊戲前大喊「Frak!」（透過一個出現在他頭上的言語氣球（speech balloon）說話）。因為這詞被他銘記在心並在要死時說出，這詞大概是用來代替「Fuck」的。
在山迪·米切爾寫的替遊戲工作室（Games Workshop）戰錘40000寫的21世紀初卡菲斯·蓋恩系列小說中，「Frak」也如星際大爭霸那樣使用。這可能是主角未知的出生星球上的感嘆詞。
「Fräck」（以加了變音符（umlaut）的「ä」拼寫）亦是跨國家庭用品零售商IKEA的一個刮臉鏡子產品的名字。多數IKEA產品的名字是瑞典文，而「Fräck」在瑞典文中是「大膽的」、「無恥的」或「勇敢的」（沒有 ä 的「frack」在瑞典語則是燕尾服的意思）。在重拍的星際大爭霸影集中，有一面這種品牌的鏡子掛在威廉·艾達瑪的艙室裡。